# Joker Out
Joker Out ist eine slowenische Indie-Rock-Band, die im Jahr 2016 gegründet wurde. Sie hat Slowenien beim Eurovision Song Contest 2023 in Liverpool mit dem Song Carpe diem vertreten.

## Geschichte
2016 löste sich die Band Apokalipsa auf, in der Bojan Cvjetićanin, Martin Jurkovič, Matic Kovačič und Luka Škerlep Mitglieder waren. Cvjetićanin, Jurkovič und Kovačič beschlossen daher, zusammen mit Kris Guštin und Jan Peteh, zwei Mitgliedern der Gruppe Buržuazija, ein neues Projekt namens Joker Out! zu gründen, dessen erster Live-Auftritt beim Festival na gaju am 21. Mai 2016 stattfand.
Die Band begann sofort mit einer intensiven Konzerttätigkeit, die sie in den folgenden Monaten dazu veranlasste, unter anderem beim Bežirock, beim Šubafest und beim Wettbewerb Špil Liga aufzutreten, dessen vierte Ausgabe sie gewannen. Ihr erstes größeres Konzert fand am 2. November 2019 in der slowenischen Hauptstadt Ljubljana statt. 2020 ersetzte Jure Maček Schlagzeuger Matic Kovačič. Im selben Jahr gewannen sie den Musikpreis Zlata piščal für die „beste aufstrebende Band“ gefolgt von der Auszeichnung für den Künstler des Jahres in den Jahren 2021 und 2022.
Im Oktober 2021 erschien ihr Debütalbum Umazane misli, das von zwei Live-Konzerten beworben wurde, von denen das zweite auf RTV Slovenija ausgestrahlt wurde. Ihr zweites Album Demoni erschien im August 2022. Kurz darauf gab Bassist Martin Jurkovič seinen Rückzug aus der Band bekannt, um sein Studium im Ausland abschließen zu können; Nace Jordan ersetzte ihn.

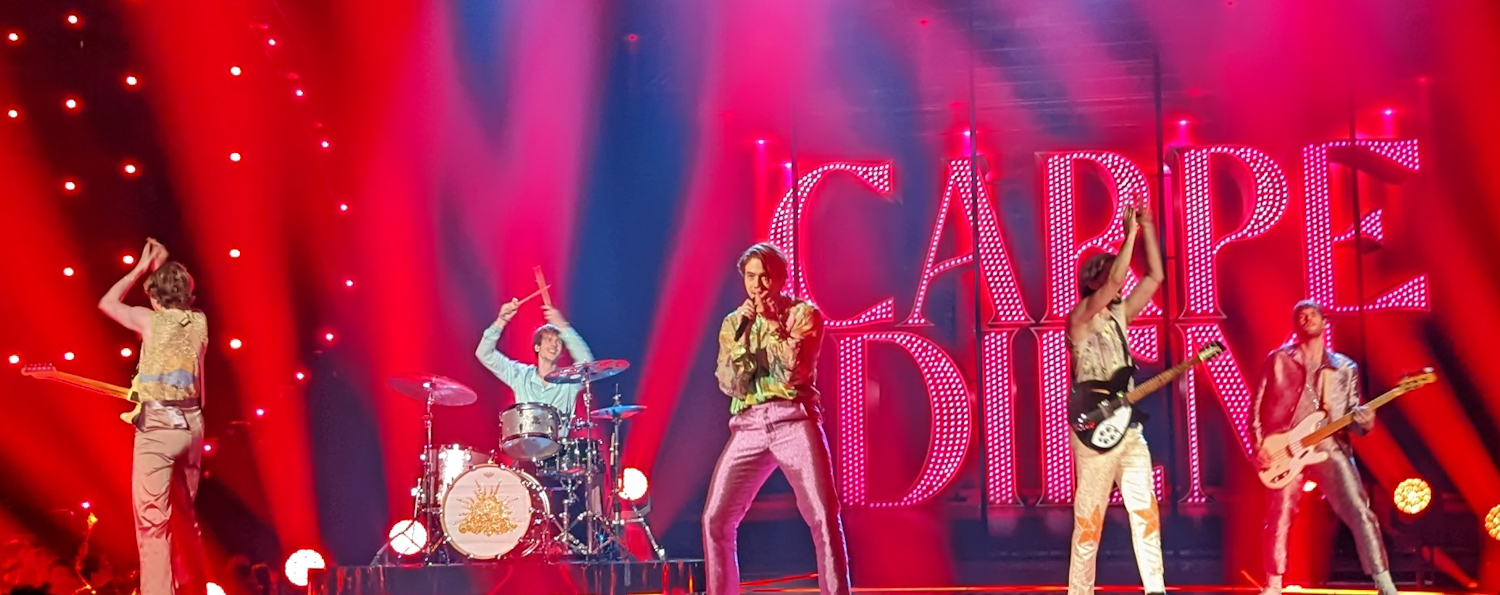
Joker Out beim ESC 2023

Am 8. Dezember 2022 gab RTV Slovenija bekannt, dass sie Joker Out intern als slowenischen Vertreter beim Eurovision Song Contest 2023 (ESC) in Liverpool ausgewählt hatten. Dies war das zweite Mal in 27 Einsendungen, dass der nationale Botschafter für die europäische Veranstaltung direkt vom Emittenten und nicht durch eine öffentliche Auswahl gewählt wurde. Der für den ESC vorgesehene Beitrag Carpe diem, mit einem Text in slowenischer Sprache, wurde am 4. Februar 2023 veröffentlicht.
Er erreichte bei der Gesamtwertung im Finale des ESC 2023 Platz 21.
Sie zeigten ihre Eurovisionserfahrung in der dokumentarischen Webserie Carpe Diem, die auf ihrem YouTube-Kanal veröffentlicht wurde.
Am 28. Mai erreichten sie mit ihrem Song Carpe diem 10 Millionen Streams auf Spotify und waren damit der erste slowenische Künstler, dem dies gelang.
Im Anschluss an den Wettbewerb startete die Band eine Europatournee durch Slowenien, Kroatien, Bosnien und Herzegowina und Serbien sowie durch Irland und das Vereinigte Königreich. Im September gaben sie eine nordische Tournee, die Auftritte in Norwegen, Schweden und Finnland beinhaltete, gefolgt von einem Konzert in der ausverkauften Stožice-Arena in Ljubljana. Bis Ende 2023 fanden weitere Konzerte im Rahmen ihrer Europatournee in Serbien, Kroatien, Österreich, Litauen, Nordmazedonien, Spanien, Polen, Tschechien und Deutschland statt.
Im Frühjahr 2024 fand eine zweite Europa-Tournee statt, welche unter anderem Konzerte im Baltikum, Skandinavien, Deutschland, Frankreich, Italien und im Vereinigten Königreich beinhaltete. Daran schloss sich im Sommer 2024 eine Festival-Tournee an, auf welcher die Band unter anderem in Deutschland auftrat.
Im November 2024 veröffentlichten sie ihr drittes Studioalbum "Souvenir Pop", welches neben zahlreichen Neuerscheinungen auch ihre bekannteste Single Carpe diem umfasst. Anlässlich ihres Albums ist eine Release Tour, unter anderem in Wien, geplant.

## Mitglieder

### Aktuelle Mitglieder
- Nace Jordan (* 30. Juni 1994) – Bass
- Jure Maček (* 25. Mai 1996) – Schlagzeug
- Jan Peteh (* 1. Januar 1999) – Gitarre
- Bojan Cvjetićanin (* 6. Januar 1999) – Gesang
- Kris Guštin (* 16. Januar 2000) – Gitarre

### Ehemalige Mitglieder
- Martin Jurkovič – Bass (2016–2022)
- Matic Kovačič – Schlagzeug (2016–2021)

## Diskografie

### Alben
- 2021: Umazane misli
- 2022: Demoni
- 2024: Souvenir Pop

### Livealben
- 2024: Live from Arena Stožice

### Singles
- 2016: Kot srce, ki kri poganja
- 2017: Omamljeno telo
- 2019: Gola
- 2020: Vem, da greš
- 2020: Umazane misli
- 2021: A sem ti povedal
- 2022: Barve oceana
- 2022: Katrina
- 2022: Demoni
- 2023: Carpe diem
- 2023: New Wave (mit Elvis Costello)
- 2023: Sunny Side of London
- 2024: Everybody’s Waiting
- 2024: Šta Bih Ja
- 2024: Bluza
- 2024: Stephanie

## Auszeichnungen und Nominierungen
| Auszeichnung                                                                | Jahr | Kategorie           | Nominiert für      | Ergebnis    |
| --------------------------------------------------------------------------- | ---- | ------------------- | ------------------ | ----------- |
| Zlata piščal (Die Goldene Pfeife – slowenischer professioneller Musikpreis) | 2020 | Lied des Jahres     | "Gola"             | Nominierung |
| Zlata piščal (Die Goldene Pfeife – slowenischer professioneller Musikpreis) | 2020 | Newcomer des Jahres | Joker Out          | Gewonnen    |
| Zlata piščal (Die Goldene Pfeife – slowenischer professioneller Musikpreis) | 2021 | Künstler des Jahres | Joker Out          | Gewonnen    |
| Zlata piščal (Die Goldene Pfeife – slowenischer professioneller Musikpreis) | 2022 | Künstler des Jahres | Joker Out          | Gewonnen    |
| Zlata piščal (Die Goldene Pfeife – slowenischer professioneller Musikpreis) | 2022 | Lied des Jahres     | "Umazane misli"    | Nominierung |
| Zlata piščal (Die Goldene Pfeife – slowenischer professioneller Musikpreis) | 2022 | Lied des Jahres     | "A sem ti povedal" | Nominierung |
| Zlata piščal (Die Goldene Pfeife – slowenischer professioneller Musikpreis) | 2022 | Album des Jahres    | Umazane misli      | Nominierung |
| Zlata piščal (Die Goldene Pfeife – slowenischer professioneller Musikpreis) | 2023 | Künstler des Jahres | Joker Out          | Nominierung |
| Zlata piščal (Die Goldene Pfeife – slowenischer professioneller Musikpreis) | 2023 | Album des Jahres    | Demoni             | Nominierung |
| Zlata piščal (Die Goldene Pfeife – slowenischer professioneller Musikpreis) | 2024 | Künstler des Jahres | Joker Out          | Gewonnen    |